# Маяк (магнітофон)

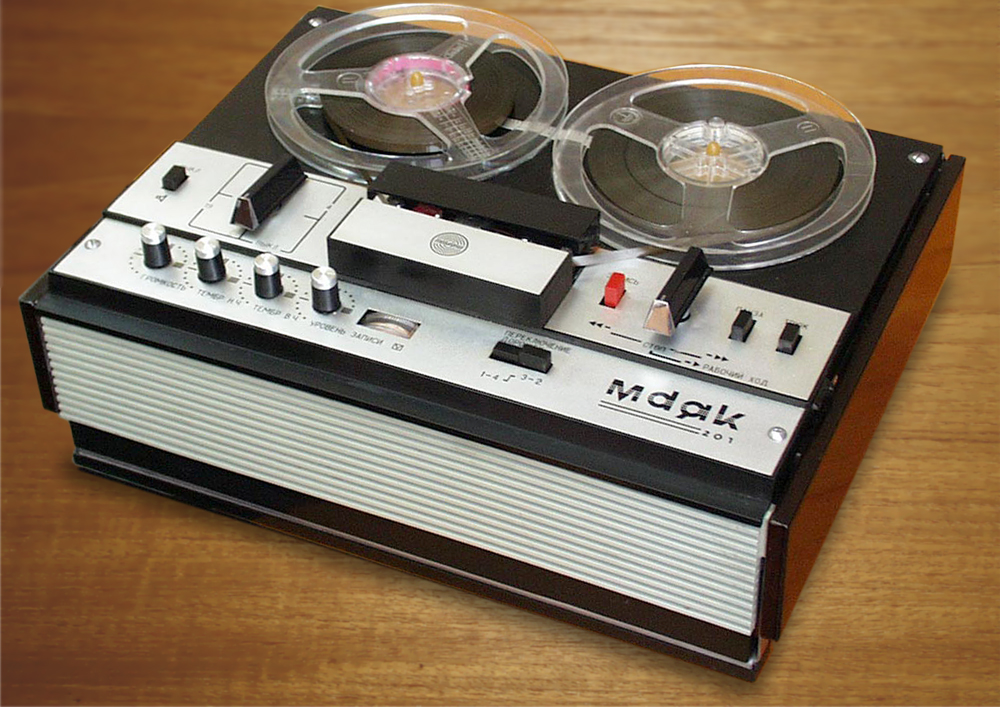
Котушковий магнітофон «Маяк-201», 1971 рік

Маяк — серія транзисторних котушкових та касетних магнітофонів виробництва Київського заводу «Маяк».
Першим магнітофоном серії була модель «Маяк-201», яку почали виробляти в 1971 році на заміну лампового стаціонарного магнітофона «Дніпро-14А».

## Котушковий магнітофон «Маяк-201» та модифікації

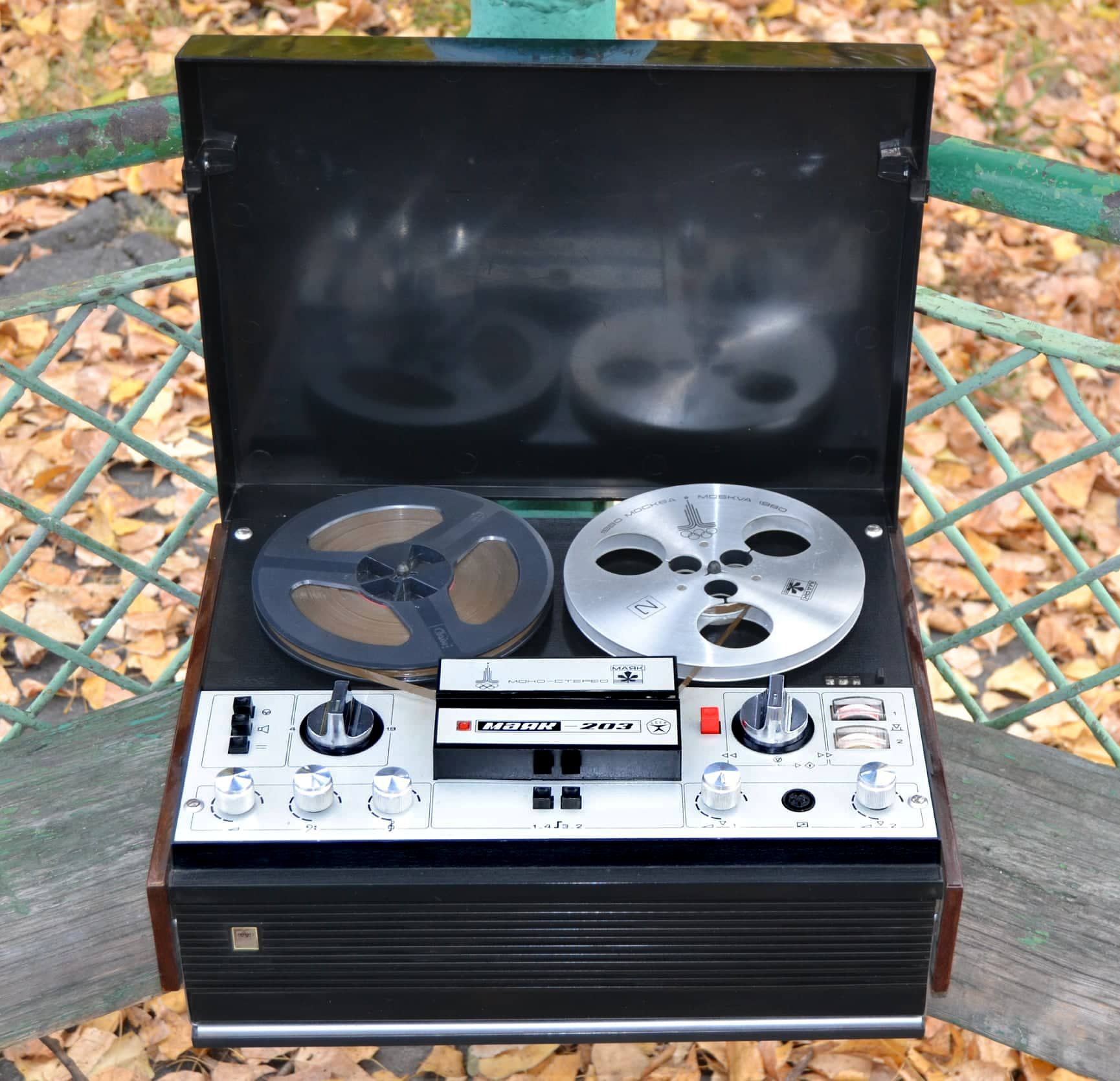
Транзисторний котушковий магнітофон «Маяк-203», 1976 рік

«Маяк-201» (тип УП-34) настільний, уніфікований транзисторний котушковий монофонічний магнітофон 2-го класу, призначений для чотиридоріжкового запису з мікрофона, звукознімача, радіоприймача, телевізора та радіолінії. Швидкість руху стрічки : 19,05, 9,53 та 4,76 см / сек. Час безперервного запису при використанні котушок № 15 і магнітної стрічки типу 10 відповідно 4х45, 4х90, 4х180 хвилин.
«Маяк-201» мав дерев'яний (шпонований) корпус, передня стінка пластмасова решітчаста за якою встановлено один динамік. Верхня панель пластикова, закривалась кришкою. Магнітофон оснащувався відкидною ручкою для переноски.
З 1974 року вироблялась дещо модернізована модель «Маяк-202».
У 1976 році почато випуск стереофонічного магнітофону «Маяк-203». Подальші модифікації «Маяк-204», «Маяк-205» та «Маяк-206» (1979-80 р.), відрізнялись незначними змінами електронної схем та зовнішнім оформленням.

## Котушковий магнітофон «Маяк-001— стерео»
Стаціонарний магнітофон-приставка «Маяк-001-стерео» вищого класу (перший котушковий магнітофон вищого класу в СРСР) призначений для високоякісного запису та відтворення стерео та монофонічного сигналу через зовнішній підсилювач низької частоти. Перша модель була випущена в 1973 році.
Магнітофон оснащено функцією багаторазового перезапису з однієї доріжки на іншу, з накладенням нового запису на наявну і синхронний запис за різними входами. Контроль запису можливий на стереонавушники, а індикація рівнів відображалась за допомогою стрілочних індикаторів. Магнітофон комплектувався кабельним пультом дистанційного керування, лічильником метражу стрічки, автостопом.
Діапазон відтворення частот 31,5 … 20000 Гц, швидкості протягання стрічки: 19,05 і 9,53 см / с. Габаритні розміри «Маяк-001-стерео» — 425х460х200 мм, маса 20 кг.
На початку 1980 року були покращені технічні параметри магнітофона та йому було присвоєно знак якості.
У 1984 році розпочато виробництво модифікації «Маяк-003».

## Касетні магнітофони
В 1983 році завод почав виробництво касетного стаціонарного магнітофона-приставки «Маяк-010-стерео». Це був один з перших магнітофонів в СРСР такого класу.
Магнітофон призначений для високоякісного запису та відтворення моно і стереофонічних сигналів на магнітних стрічках А4212-3Б і А4205-3, розміщених в касетах МК-60/90. Передбачена спільна робота з зовнішнім підсилювачем; можливість запису з мікрофону та інш. джерел сигналу; відтворення записів; стирання запису; перемотування стрічки; індикацію рівня запису з можливістю роздільного і синхронного регулювання; автоматичну зупинку після закінчення стрічки; тимчасовий стоп; підключення стереонавушників.
«Маяк-010-стерео» було оснащено електронним лічильником стрічки, люмінесцентним індикатором рівня запису та контролю рівня відтворення, регулятором рівня гучності на стереонавушниках.
Діапазон відтворення частот: 40 … 14000 Гц зі стрічкою А4206-3 і 31,5 … 18000 Гц з А4213-3Б, габарити — 460x340х150 мм, маса — 10 кг. З 1986 року дослідними партіями вироблялась модифікація «Маяк-011-стерео».
Інші моделі касетних стаціонарних магнітофонів «Маяк»:

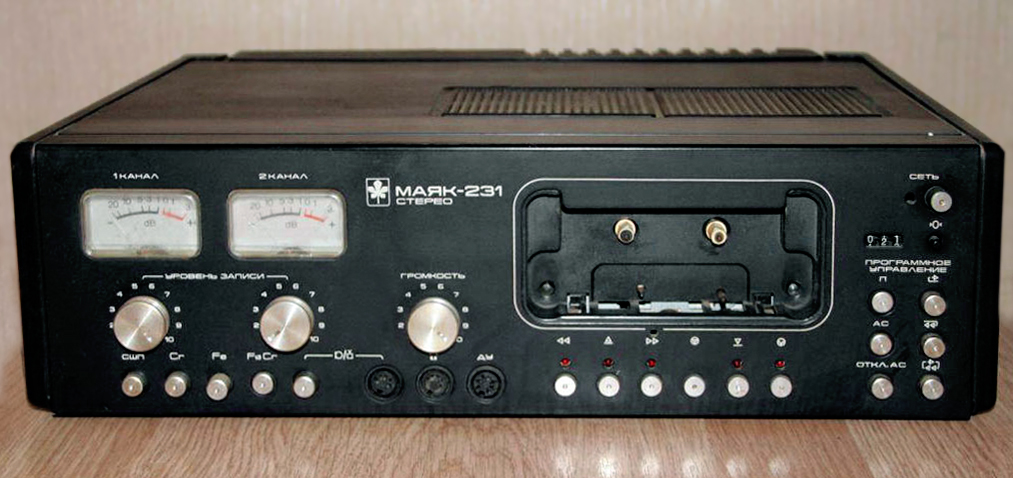
Касетний магнітофон –приставка з електронно-логічним керуванням «Маяк-231», 1983 р.

Магнітофони-приставки з електронно-логічним керуванням:
- Маяк-231-стерео (1983)
- Маяк-120-стерео (1984)
- Маяк МП-140С (1989)

Магнітофони з підсилювачем НЧ та акустичними системами:
- Маяк М-232С (1983-1986)

- Маяк М-233С (1986-1994)

- Маяк М-240С (1988 - 1989)

- Маяк М-240С-1 (1990-1993)
- Маяк М-240С-2 (1994-1999)
- Маяк М-242С (двохкасетний, 1991-1993)
- Маяк М-243С (дослідний зразок, 1991)
- Маяк РМ-245С (двохкасетний касивер (з УКХ - тюнером), дослідний зразок)
- Маяк М-246С (малосерійний двохкасетний, 1993-1994)
- Маяк М-247С(С-1) (малосерійний, двохкасетний, з вбудованим 5-смуговим еквалайзером, 1993-1994)
- Маяк М-248С (двохкасетний,дослідний зразок)
- Маяк М-249С (-1) (двохкасетний, 1994-1999)
- Маяк М-260С (1999-2007)